# Синод
Собо́р, также Церковный собор или Сино́д (от греч. Σύνοδος — «собрание», «собор»; лат. consilium — «совет»), — собрание наиболее влиятельных представителей церкви для обсуждения и разрешения вопросов и дел вероучения, религиозно-нравственной жизни, устройства, управления и дисциплины вероисповедных христианских обществ. Различают:
- Вселенские соборы — собрания представителей, как правило епископов, всех поместных самостоятельных церквей; верховный авторитет по вопросам вероучения и церковного устройства.
- Поместные соборы (иногда называемые «частными») — собрания епископов и других иерархов местной церкви или определённой её области.
  - Архиерейский собор — термин, используемый в Русской православной церкви со второй половины XX века для обозначения собора, в котором участвуют исключительно епископы. До XX века обычно использовался термин собор архипастырей.

Первоначально синоды были встречами епископов, и понятие всё ещё используется в этом смысле в католицизме и православии. В английском языке словосочетания general synod или general council могут обозначать «вселенский собор», хотя первый термин, применительно к Церкви Англии, означает общее собрание духовенства и мирян, являющееся с 1970 года законодательным органом Церкви вместо британского парламента.
Термин «синод» в русском языке обычно относится к постоянному собранию старших (иногда всех) епископов, управляющих той или иной поместной православной Церковью.

## Использование термина в различных конфессиях

### Православная церковь
На православном Востоке (за исключением Русской Церкви) к XV веку завершилось формирование при предстоятелях поместных Церквей института постоянно действующего собора епископов, именуемого в Константинополе Σύνοδος ενδημούσα («постоянно проживающий собор») или «малыми синодами» в иных Церквах. Их постановлениями, под председательством Патриархов, принимались решения по наиболее важным вопросам.
В Русской Церкви первым постоянно действующим синодом был Святейший Правительствующий Синод, учреждённый Петром I как государственный орган церковного управления. В конце 1917 года Всероссийский Поместный Собор учредил Священный Синод, который продолжает оставаться высшим органом управления в Русской Православной Церкви в межсоборный период (с 2000 года в период между Архиерейскими Соборами).

### Католическая церковь
В Католической церкви Синод епископов как совещательный орган при Римском папе был создан Павлом VI в соответствии с декретом Второго Ватиканского собора Christus Dominus.
Собирается раз в три года; его решения вступают в силу по утверждении их Папой, который служит его председателем, определяет повестку дня, созывает и распускает его.
Кроме того, существуют «епархиальные синоды», являющиеся нерегулярными съездами духовенства и мирян той или иной епархии.

### Англиканское сообщество
В Англиканском сообществе «Общие Синоды» (англ. General Synods) избираются как духовенством, так и мирянами. В большинстве национальных англиканских церквей есть географическая иерархия синодов с «Общим Синодом» наверху; епископы, духовенство и миряне общаются как палаты в пределах синода.

### Лютеранская церковь
В Лютеранской традиции синод может быть или местной административной областью, наподобие епархии типа Синода Миннеаполисской Области Евангелистской Лютеранской Церкви в Америке, или обозначать всё церковное тело, типа Лютеранской Церкви — Синода Миссури. Иногда слово также используется для обозначения встречи священников епархии. В таком случае оно не несёт никакого административного значения.

### Пресвитерианская церковь

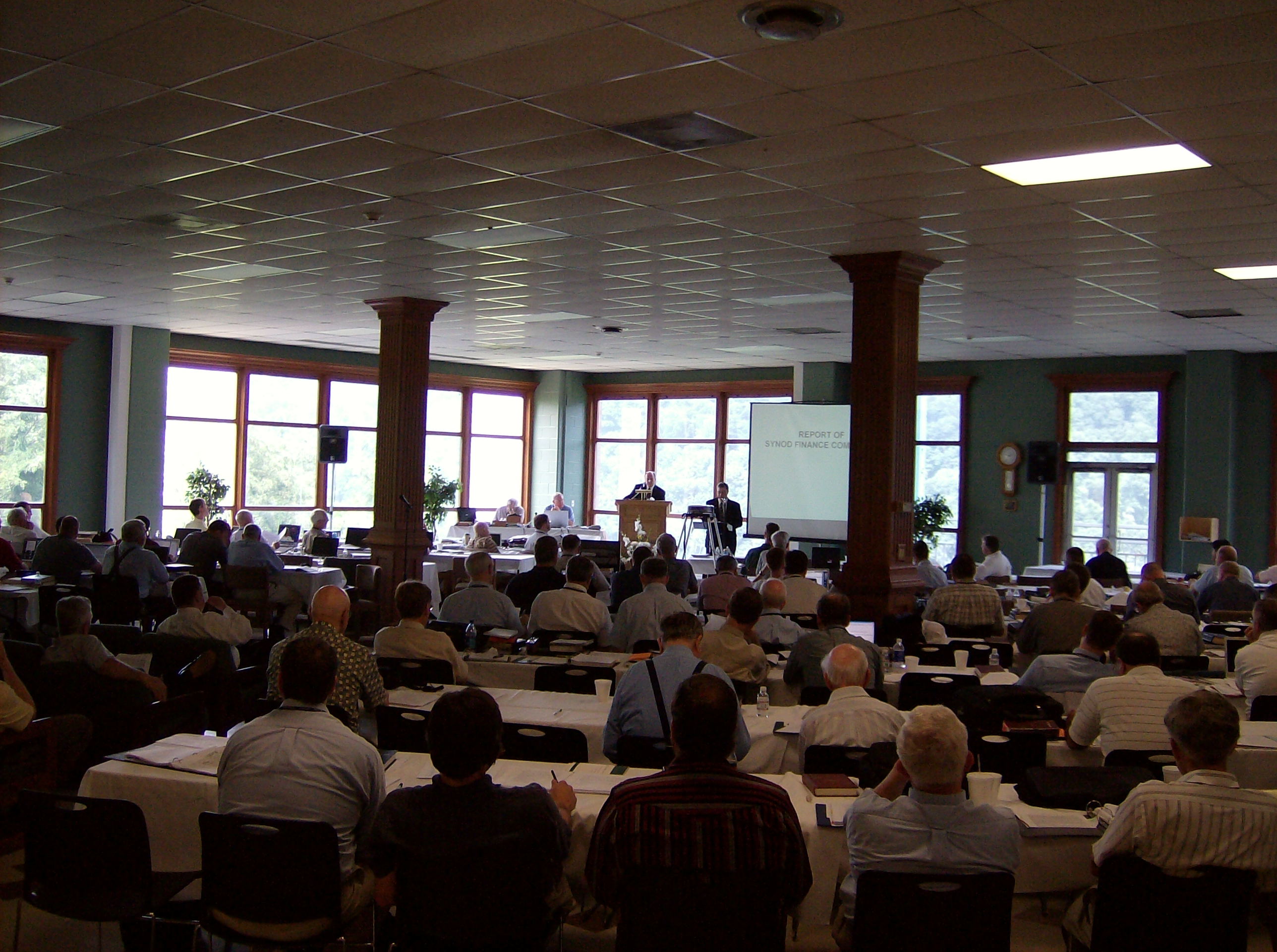
Заседание 176-го синода Реформированной Пресвитерианской церкви Северной Америки (en), одной из многочисленных пресвитерианских деноминаций (2007)

В некоторых Пресвитерианских церквях синод — уровень администрации между Генеральной Ассамблеей и местной пресвитерией. Это относится к Пресвитерианской Церкви в Канаде, Объединённой Церкви в Австралии и Пресвитерианской Церкви США. Все они в своём устройстве находились под влиянием Церкви Шотландии, которая, однако, упразднила свои синоды в 1980-х.

### Реформатская церковь
В Реформатских церквях Швейцарии и Южной Германии, где Реформатские церкви организованы как местные независимые церкви (например Евангелистская Реформатская Церковь Цюриха, Реформатская Церковь Берна), синод соответствует Генеральной Ассамблее Пресвитерианских церквей. В голландских Реформатских церквях (и их североамериканских копиях) «синод» — конфессиональная встреча представителей от каждого местного отделения.

## Некоторые известные синоды
- Веронский собор, 1184;
- Тулузский собор, 1229; en:Synod of Toulouse
- Дордрехтский синод 1618—1619 (Кальвинизм);
- en:General Synod (Англиканская церковь)
- Священный синод (Русская Православная церковь)